# Odars
Odars é uma comuna francesa na região administrativa da Occitânia, no departamento do Alto Garona. Estende-se por uma área de 6.65 km², com 889 habitantes, segundo os censos de 2018, com uma densidade de 130 hab/km².